# تیری مودو ابونا
تیری مودو ابونا (انگلیسی: Thierry Modo Abouna؛ زادهٔ ۲۰ مهٔ ۱۹۸۱) بازیکن فوتبال اهل کامرون است.
وی در تیم ملی فوتبال زیر ۲۰ سال کامرون بازی کرده است.